# 東南大学
東南大学（とうなんだいがく、英語: Southeast University）は、中華人民共和国江蘇省南京市玄武区四牌楼2号に本部を置く中華人民共和国の国立大学。1902年創立、1921年大学設置。大学の略称は東大、SEU。
副部級大学の一つとして、教育部直轄の全国の重点大学。985工程、211工程や「双一流」にも選ばれている国家重点大学である。略称はSEU、東大（読み方：とうだい）。主な3つのキャンパスごとに教育内容・研究内容を異にする。複数の国家重点実験室も持っている。卓越大学連盟の成員校である。
校訓は「止於至善（簡体字：止于至善）」、「止於至善」とは、儒教経書の一つである「大学」にある「大学之道、在明明徳、在新民、在止於至善」に由来している。意味は「至善に止まる」。

## 歴史
国立中央大学および南京大学とルーツを同じくする大学である。四牌楼キャンパス（南京市玄武区四牌楼）は、かつての南京国子監の跡地、国立中央大学のメインキャンパスである。
1902年、三江師範学堂として創立。三江師範学堂は1906年に両江師範学堂と改名した。その後、 1915年南京高等師範学校が開学、1921年に国立東南大学となる。1927年には河海工科・上海商科・江蘇医科など8大学を統合、国立第四中山大学と改称し、総合大学として発展した。1928年に南京が中華民国の首都となると国立中央大学と改称。四牌楼キャンパスは当時の中央大学のメインキャンパスであり、大礼堂や旧図書館（孟芳図書館）ももともとは中央大学の施設として建設されたものである。1930年代に整備された歴史主義建築群は、中央大学旧址として全国重点文物保護単位に指定されている。
1949年8月、国立中央大学は国立南京大学に改称。1952年7月、南京地域における高等教育機関の大規模な再編が行われた (zh:1952年南京高等学校院系調整) 。この結果、南京大学工学部を中心として南京工学院が設立された。1988年に、旧称のひとつを採用して現在の名称東南大学になる。2000年南京鉄道医学院、南京交通高等専門科学校、南京地質学校を併合。

## 基礎データ

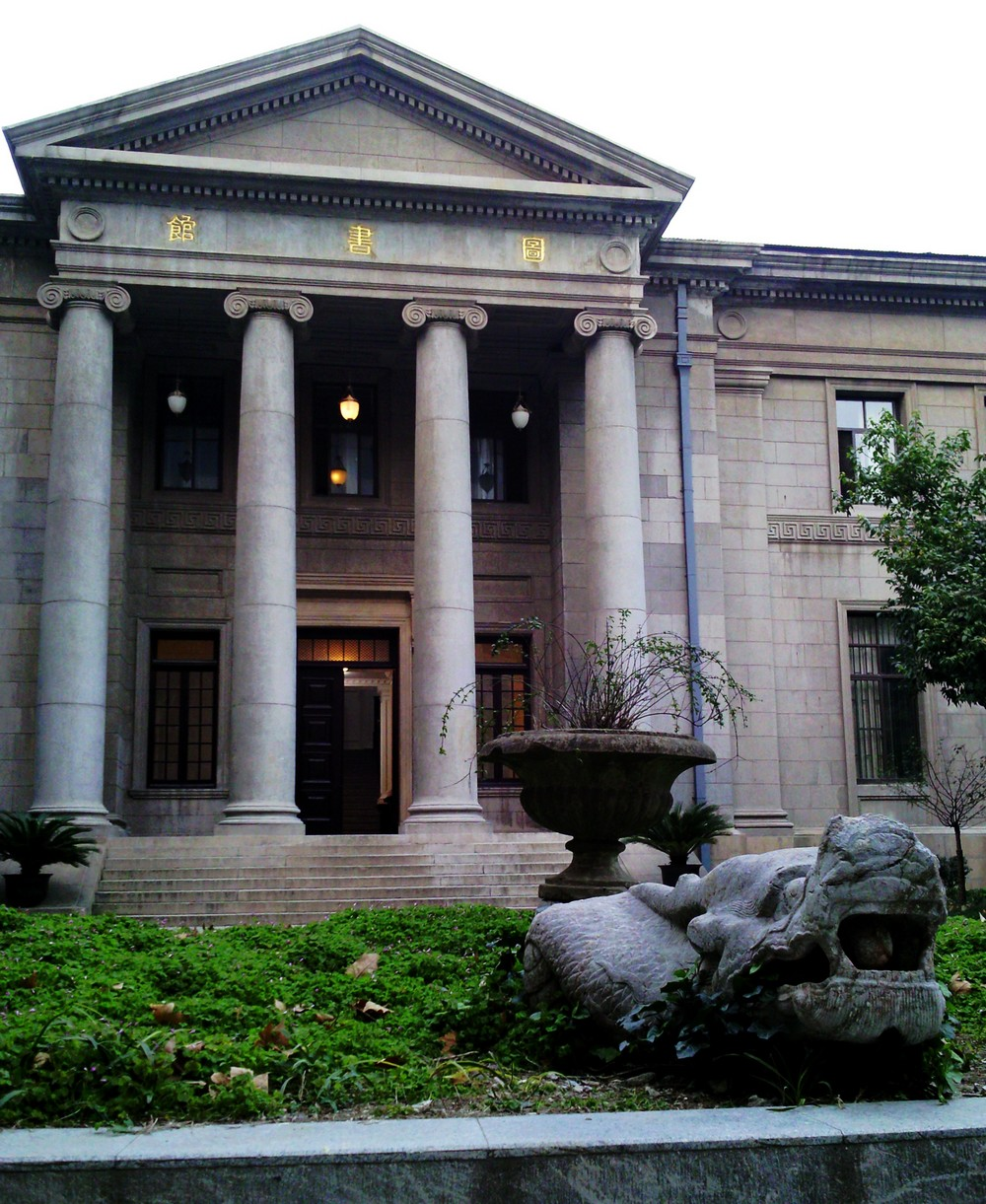
孟芳図書館

### 所在地
- 四牌楼キャンパス(江蘇省南京市玄武区四牌楼 2号)
- 九竜湖キャンパス(江蘇省南京市江寧区東南大学路 2号)
- 丁家橋キャンパス(江蘇省南京市鼓楼区丁家橋 87号)

### 象徴
シンボルマーク
大学歌
現在の大学歌は2002年に制定された、王歩高作詞、印青作曲の『東南大学校歌』。祝典（入学式、卒業式）、講演などで使用される。

## 教育および研究

### 学部
中国の大学の「学院」も「系」も日本の大学の学部にほぼ相当する。「学部」は「学院」と「系」の上の編成で、実体はなく、日本の「学部」とは位置付けが異なっている。（中国の「学院」とは日本で言う単科大学或いは総合大学の学部を指すことが多い。）
1. 理学部：数学学院、物理学院
2. 人文社会科学学部：人文学院、経済管理学院、外国語学院、芸術学院、法学院、マルクス主義学院、海外教育学院
3. 生命科学・医学学部：生物科学と医学工程学院、医学院、公衆衛生学院、学習科学研究センター
4. 土木・建築・交通学部（工学一部）：建築学院、土木工程学院、交通学院
5. 通信・電子学部（工学二部）：通信科学と工程学院、電子科学と工程学院、マイクロエレクトロニクス学院（旧名：集積回路学院）、コンピュータ科学と工程学院、ソフトウェア学院
6. 機械・エネルギー・材料・化学学部（工学三部）：機械工程学院、エネルギーと環境学院、材料科学と工程学院、化学化工学院
7. 電気儀器控制学部（工学四部）：電気工程学院、儀器科学と工程学院、オートメーション学院
8. 呉健雄学院：高等理工類クラス、電子・情報クラス、機械動力クラス
9. 体育系

### 附属機関
附属病院：東南大学附属中大病院、東南大学附属中大病院（江北院区）
附属図書館：
- 四牌楼キャンパス図書館
- 四牌楼キャンパス旧図書館（孟芳図書館）
- 九竜湖キャンパス図書館（李文正図書館）
- 丁家橋キャンパス図書館

附属学校：
- 幼稚園：東南大学附属幼稚園、東南大学附属幼稚園（江寧新園）
- 中学：東南大学附属中学（南京市第九中学）
- 高等学校：東南大学附属高等学校（南京市第九高等学校）

附属出版社：東南大学出版社

## 施設

### キャンパス
九竜湖キャンパス
使用学部：
- ⼈⽂社会科学学部（⼈⽂学院、経済管理学院、外国語学院、芸術学院、法学院、マルクス主義学院）
- 理学部（数学学院、物理学院）
- 通信・電子学部（通信科学と工程学院、電子科学と工程学院、マイクロエレクトロニクス学院、コンピュータ科学と工程学院、ソフトウェア学院）
- 土木・建築・交通学部（土木学院、交通学院）
- 生命科学・医学学部（生物科学と医学工程学院、学習科学研究センター、医学院、公衆衛生学院）
- 機械・エネルギー・材料・化学学部（機械工程学院、エネルギーと環境学院、材料科学と工程学院、化学化工学院）
- 電気儀器控制学部（電気工程学院 、オートメーション学院、儀器科学と工程学院）
- 呉健雄学院
- 体育系

交通アクセス：
- 南京メトロ3号線　東大九竜湖キャンパス駅

四牌楼キャンパス
使用学部：
- ⼈⽂社会科学学部（海外教育学院）
- 土木・建築・交通学部（建築学院）
- 通信・電子学部（電子科学と工程学院）
- 機械・エネルギー・材料・化学学部（エネルギーと環境学院）
- 電気儀器控制学部（電気工程学院 、儀器科学と工程学院、オートメーション学院）

交通アクセス：
- 南京メトロ３号線　浮橋駅と鶏鳴寺駅

丁家橋キャンパス
使用学部：
- 生命科学・医学学部（生物科学と医学工程学院、学習科学研究センター、医学院、公衆衛生学院）

交通アクセス：
- 南京メトロ１号線　玄武門駅
- 南京メトロ４号線　雲南路駅

キャンパス間の交通：
- 学生・教員向けに各キャンパス間の連絡バスが運行されている。九竜湖～四牌楼（通称九河バス）が1日27往復、所要時間はいずれも50分から1時間である。2015年4月1日から、何しろ南京メトロ３号線開業なので、バス運営中止。

### 寮
- 九竜湖キャンパス（桃園寮、梅園寮、橘園寮）
- 四牌楼キャンパス（成園寮、沙塘園寮、文昌寮、蘭園寮、校東寮、教工寮、群英楼寮、薈萃楼寮）
- 丁家橋キャンパス（求恩寮、留学生寮、旧学生寮）

## 日本における協定校
- 北海道大学
- 愛知大学
- 愛知工業大学
- 福井大学
- 広島大学
- 大阪大学 （2021.1.26～）